# 草野イニ
草野 イニ（くさの いに、1979年8月5日 - ）は日本の俳優である。本名は草野 貴史（くさの たかし）。身長173cm。血液型はB型。ノックアウト所属。千葉県出身。

## 来歴・人物
2002年、劇団ロリータ男爵のオーディーションに合格。
主要メンバーとして2008年までの多くの公演、舞台として活躍。タナダユキ監督映画『俺たちに明日はないッス』で俳優デビュー。
趣味はサッカー、卓球。資格は小学校教諭一種。

## 出演

### 映画
- カフェ代官山II 〜夢の続き〜（2008年10月25日、トライネットエンタテインメント ビデオプランニング） - チャンピオン 役
- 俺たちに明日はないッス（2008年11月22日、スローラーナー） - 安パイ（安藤） 役
- スラッカーズ（2009年5月30日、スタジオブルー） - 木村仁 役
- 後ろから前から（2010年2月27日、日活）
- 巨乳ドラゴン 温泉ゾンビVSストリッパー5（2010年5月15日、ティーエムシー）
- リアル鬼ごっこ2（2010年6月5日、ファントム・フィルム） - 佐藤篤 役
- 名前のない女たち （2010年9月4日、ゼアリズエンタープライズ マコトヤ） - 三宅 役
- お前の母ちゃんBitch！（2010年9月25日、アルゴ・ピクチャーズ）
- サビ男サビ女 「Boy？ meets girl.」（2011年1月15日、ニューシネマワークショップ） - 加藤 役
- 犬とあなたの物語 いぬのえいが（2011年1月22日、アスミック・エース）
- ADULT 24歳の恋 （2011年1月29日、ミュージアムピクチャーズ） - 和也 役
- 逆転のシンデレラ （2011年6月23日、東映）
- 私の奴隷になりなさい（2012年11月3日、角川映画）
- 映画 怪物くん （2011年11月26日、東宝）
- 体脂肪計タニタの社員食堂（2013年5月25日、角川映画） - 太田 役
- ガチバン クロニクル（2014年3月22日、AMGエンタテインメント）
- 白ゆき姫殺人事件（2014年3月29日、松竹） - 小沢文晃 役
- 最近、妹のようすがちょっとおかしいんだが。（2014年5月17日、KADOKAWA ）
- イン・ザ・ヒーロー（2014年9月6日、東映） - 真鍋満 役
- 後妻業の女（2016年8月27日、東宝）
- ホラーの天使（2016年11月26日、KATSU-do） - コンビ芸人のボケ担当 役
- 武曲 MUKOKU（2017年6月3日、キノフィルムズ 木下グループ）
- 増山超能力師事務所 激情版は恋の味（2018年3月31日、KATSU-do）
- 私は絶対許さない（2018年4月7日、緑鐵）
- 人数の町（2020年9月4日、キノフィルムズ） - 黒田茂 役
- 彼女が好きなものは（2021年12月3日、バンダイナムコアーツ）

### テレビドラマ
- CAとお呼びっ！ 第3話（2006年7月19日、日本テレビ）
- 探偵 左文字進（TBS）
  - 探偵 左文字進12「凶器の隠し場所」（2008年6月16日） - 戸川一也 役
  - 探偵 左文字進13「左文字が殺人犯!?」（2009年1月5日） - 警備員 役
- ROMES / 空港防御システム（2009年10月15日 - 12月10日、NHK総合） - 筑森泰 役
- 開局50周年記念ドラマSP 警官の血 第一夜（2009年2月7日、テレビ朝日）
- 非婚同盟 第29・30話（2009年2月12・13日、フジテレビ系・東海テレビ）
- 銭ゲバ 第7話（2009年2月28日、日本テレビ） - コンビニ店員 役
- 所轄刑事5 「走れ！生活安全課 〜振込め詐欺の出し子を探せ〜」（2010年1月22日、フジテレビ） - 田中一郎 役
- 25分 私が初めて創ったドラマ「ウラ声ボーイズ」（2009年12月21日、BShi） - 北尾信一郎 役
- 崖っぷちのエリー 〜この世でいちばん大事な「カネ」の話〜 第5話（2010年8月6日、テレビ朝日）
- 世にも奇妙な物語 ～21世紀21年目の特別編～ 「ドッキリチューブ」（2011年5月14日、フジテレビ・関西テレビ） - 吉田将司 役
- 青山ワンセグ開発・野田ともうします。（NHK）
  - クリスマススペシャル「野田さんとメリークリスマス」（2011年12月24日）
  - 野田ともうします。シーズン3 第15話「その時 心がひとつに」（2013年1月14日）
- 戦国★男士（2011年10月1日 - 2012年3月24日、tvk・チバテレ・テレ玉・SUN-TV ほか） - 石川昭光 役
- クロヒョウ2 龍が如く 阿修羅編 第8・9話 （2012年5月24・31日 / 5月27日・6月3日、MBS / TBS）
- まほろ駅前番外地 第3話（2013年1月25日、テレビ東京） - 磯部（キャバクラ客）役
- 放課後グルーヴ（2013年4月22日 - 6月24日、TBS） - 箕輪実 役
- 青山ワンセグ開発・僕にはまだ友だちがいない 第4話「旧交を温めよう」（2013年6月13日、NHK Eテレ）
- たべるダケ（2013年7月12日 - 9月27日、テレビ東京） - 男性社員 役
- 恋するイヴ（2013年12月24日、日本テレビ） - ヌスットン 役
- 55歳からのハローライフ 第4話「トラベルヘルパー」（2014年7月5日、NHK総合） - 佐藤 役
- アゲイン!! 第7話（2014年9月3日、TBS） - ふとっちょ鈴木 役
- ワカコ酒 Season1 第2話（2015年1月15日、BSジャパン）
- LOVE理論 第6話（2015年5月19日、テレビ東京） - 臼田 役
- 天皇の料理番 第5話（2015年5月24日、TBS）
- 南くんの恋人 〜my little lover～ 第2 - 4話・第9話・最終話（2015年11月17日 - 12月1日・1月26日・2月2日、フジテレビ） - 佐々木先生 役
- 相棒 Season14 第12話「陣川という名の犬」（2016年1月20日、テレビ朝日） - 生木拓 役
  - Season15 第16話「ギフト」（2017年2月2日） - 写真
  - Season16 第11話「ダメージグッズ」（2018年1月10日） - 回想
  - Season24 第3話「楽園」 (2024年10月30日)  - 古瀬彰人 役
- 沈まぬ太陽 第1部 第1 - 6話・最終話（2016年5月8日 - 9月11日・9月25日、WOWOW） - 村田 役
- 痛快TV スカッとジャパン（フジテレビ）
  - 第76回（2016年12月19日）
  - 第150回（2018年12月11日）
  - 第186回（2019年12月9日）
  - 第244回（2021年7月5日）
  - 第262回（2022年2月14日）
- 猫忍（2017年1月 - 3月、tvk・チバテレ・テレ玉・SUN-TV ほか） - 虎眼 役[1]
- 魔性の群像 刑事・森崎慎平（TBS）
  - 魔性の群像 刑事・森崎慎平4（2017年3月13日） - 三枝浩次 役
  - 魔性の群像 刑事・森崎慎平5（2019年1月28日） - 関谷 役
- 櫻子さんの足下には死体が埋まっている 第1 - 3話・最終話（2017年4月23日 - 5月7日・6月25日、フジテレビ）
- 警視庁・捜査一課長 season2 第8話（2017年6月8日、テレビ朝日） - 今出増太 役[2]
- 科捜研の女 Season17 第1話「グルメサイト殺人」（2017年10月19日、テレビ朝日） - 後藤隆 役
- 幕末グルメ ブシメシ！2 第2・3話（2018年1月17・24日、NHK BSプレミアム）
- ミステリー作家・朝比奈耕作シリーズ2「鳥啼村の惨劇」（2018年3月12日、TBS） - 黄金一京介 役
- 噂の女 第1話（2018年4月14日、BSジャパン）
- 60 誤判対策室 第3・4話（2018年5月20・27日、WOWOW）
- 警視庁ゼロ係〜生活安全課なんでも相談室〜 第3シーズン 第6話（2018年9月7日、テレビ東京） - 上川哲平 役
- レンタルなんもしない人 第2話（2020年4月16日、テレビ東京）
- 一億円のさようなら 第2話・最終話（2020年10月4日・11月15日、NHK BSプレミアム・BS4K） - 工場の職員 役
- そのご縁、お届けします-メルカリであったほんとの話- 第1話「バンドマン編」（2020年11月4日、TBS） - 面接官 役
- 遺留捜査 第6シーズン 第1話（2021年1月14日、テレビ朝日） - 深谷尚一 役
- 正義の天秤 第2話（2021年10月2日、NHK）
- ヒル Season1 第2 - 4話（2022年3月11日 - 25日、WOWOW） - マジメ 役
- マイファミリー 第1話（2022年4月10日、TBS）
- 今夜はコの字で Season2 第4話（2022年5月1日、BSテレ東）
- 元彼の遺言状 最終話（2022年6月20日、フジテレビ） - 嶺村泰司 役
- 最高のオバハン 中島ハルコ 第2シリーズ 第5話 - （2022年11月5日 - 、フジテレビ系・東海テレビ） - 熊咲雄介 役
- 勝利の法廷式 第3話（2023年4月27日、読売テレビ・日本テレビ系） - 清水光輝 役
- JKと六法全書 第1話（2024年4月19日、テレビ朝日） - 青山 役[3]
- 全領域異常解決室 第9話・最終話（2024年12月11日・18日、フジテレビ） - 古戸沼人志 役[4]
- 最高のオバハン中島ハルコ〜マダム・イン・ちょこっとだけバンコク〜 第2話（2025年1月11日〈予定〉、東海テレビ・フジテレビ） - 熊咲雄介 役[5]

### 舞台
- 愛探偵・天乃川学-RETURNS-（2002年、下北沢駅前劇場）
- プリマ転生（2003年、中野ザ・ポケット）
- お待たせしました!タナベさんが水を漏らした（2003年、しもきた空間リバティ）
- あいつは裸足（2004年、下北沢駅前劇場）
- Dr.ナース DEAD OR ALIVE（2004年、シアターモリエール）
- ひみつガール（2005年、下北沢駅前劇場）
- 信長の素〜10th anniversary Special（2005年、吉祥寺シアター）
- エプロンの証（2006年、下北沢駅前劇場）
- なんてったってアニマル!（2006年、CXイベント お台場SHOW-GEKI城）
- 来来!図書館（2007年、中野ザ・ポケット）
- 放免エスケープ（2007年、下北沢駅前劇場）
- 犬ストーン version Dr.エクアドル（2007年、麻布die pratze）
- プリマ転生（2008年、吉祥寺シアター）

以上、ロリータ男爵公演
- メタリック農家「熊」（2006年、下北沢OFFOFFシアター）
- マンションマンション「キング・オブ・心中」（2006年、下北沢OFFOFFシアター）
- 東京タンバリン「隣の女・隣の男」（2006年、三鷹市芸術文化センター）
- ラブリーヨーヨー「相撲狂の詩」（2007年、下北沢OFFOFFシアター）
- MCR「#3審判」（2007年、新宿村LIVE）
- 毛皮のマリー （演出:美輪明宏、2009年）

### WEB配信
- 特命係長 只野仁 「スピンオフドラマ”合コンマル秘レッスン”」（2009年、テレビ朝日 WEB）
- パーティーは終わった 第5話「染められたい #5」（2011年2月1日配信、BeeTV）
- 世界一即戦力な男（2014年1月24日配信、フジテレビ+）
- アンダーウェア 第8・9話（2015年9月2日配信、Netflix）
- 火花 第1話（2016年6月3日配信、Netflix）
- 77部署合体ロボダイキギョー ドラマ・伝え方が9割（2017年11月29日配信、Amazon Prime Video） - 浦辺修 役
- トリプルミッション!!! ～女優たちの夢、ドラマにしました～ 第3回「ムショラジ」（2020年3月20日配信、ひかりTV）
- 恋はDeepに勉強中！ 第1話（2021年5月5日配信、Hulu）
- パンドラの果実 〜科学犯罪捜査ファイル〜 Season2 第1話「怒れる血」（2022年6月25日配信、Hulu） - 交通誘導員 役

### CM
- 新潮社「コミックバンチ」（2007年）
- 花王「クイックルワイパー」（2008年） - ナレーション
- アサヒ WONDA「金の微糖」ラジオCM （2008年）
- ハウス食品「唐辛子の力」（2011年）
- 読売新聞社（2011年）
- 日本クラフトフーズ(当時)「メントス」（2011年）
- ユニクロ「特別サイズ」（2012年）
- 花王「ハミングファイン」 徹夜残業 篇（2014年）
- Honda「2XP」ラジオCM（2014年）
- Booking.com（2015年）